# Schitt's Creek
Schitt's Creek és una comèdia de televisió canadenca creada per Eugene i Dan Levy, pare i fill, que es va emetre a CBC Television del 13 de gener del 2015 al 7 d’abril del 2020. Consta de 80 capítols repartits en sis temporades. La sèrie s'ha doblat al català per a la plataforma 3Cat.

## Repartiment i personatges
- Eugene Levy com Johnny Rose
- Catherine O'Hara com Moira Rose
- Dan Levy com David Rose
- Annie Murphy com Alexis Rose
- Jennifer Robertson com Jocelyn Schitt
- Tim Rozon com Mutt Schitt
- Emily Hampshire com Stevie Budd
- Chris Elliott com Roland Schitt
- Dustin Milligan com Theodore "Ted" Mullens
- Sarah Levy com Twyla Sands
- John Hemphill com Robert "Bob" Currie
- Karen Robinson com Veronica "Ronnie" Lee
- Noah Reid com Patrick Brewer

## Llista d'episodis

### Visió general
| Temporada | Temporada | Episodis | Episodis               | Dates d’emissió        | Dates d’emissió    |
| Temporada | Temporada | Episodis | Episodis               | Primera emissió        | Última emissió     |
| --------- | --------- | -------- | ---------------------- | ---------------------- | ------------------ |
|           | 1         | 13       | 13                     | 13 de gener de 2015    | 31 de març de 2015 |
|           | 2         | 13       | 13                     | 12 de gener de 2016    | 29 de març de 2016 |
|           | 3         | 13       | 13                     | 10 de gener de 2017    | 4 d'abril de 2017  |
|           | 4         | 13       | 12                     | 9 de gener de 2018     | 10 d'abril de 2018 |
| 1         | 4         | 13       | 18 de desembre de 2018 | 18 de desembre de 2018 |                    |
|           | 5         | 14       | 14                     | 8 de gener de 2019     | 9 d'abril de 2019  |
|           | 6         | 14       | 14                     | 7 de gener de 2020     | 7 d'abril de 2020  |
|           | Especial  | Especial | Especial               | 7 d'abril de 2020      | 7 d'abril de 2020  |

### Temporada 1 (2015)
| Núm. total | Núm. de la temporada | Títol                           | Direcció         | Guió                                               | Data d'emissió original | Data d'estrena a 3Cat |
| --- | -------------------- | ------------------------------- | ---------------- | -------------------------------------------------- | ----------------------- | --------------------- |
| 1 | 1                    | «Omples a vessar la meva copa»  | Jerry Ciccoritti | Dan Levy                                           | 13 de gener de 2015     | 2 d'abril de 2024     |
| La vida de la família Rose canvia per sempre quan agents d'Hisenda arriben per cobrar anys d'impostos endarrerits. Es queden gairebé sense res i es veuen obligats a anar-se'n a viure a l'últim actiu que els queda: Schitt's Creek, un poble perdut on les coses són molt diferents de la vida confortable i plena de luxes a què estan acostumats. A més, la seva estada allà no començarà amb gaire bon peu.                                                                        |                      |                                 |                  |                                                    |                         |                       |
| 2 | 2                    | «La gotera»                     | Jerry Ciccoritti | Chris Pozzebon                                     | 13 de gener de 2015     | 2 d'abril de 2024     |
| El Johnny es desperta xop a causa d'una gotera que ha aparegut al sostre de la seva habitació. És la gota que fa vessar el vas i decideix vendre el poble, però aviat descobreix que això és més fàcil de dir que de fer. Abans de poder-lo posar en venda li cal l'aprovació del Roland, que no està disposat a signar tan fàcilment. Al vespre l'Alexis va a una festa de joves a l'aire lliure.                                                                                      |                      |                                 |                  |                                                    |                         |                       |
| 3 | 3                    | «Tranquils, és la meva germana» | Paul Fox         | Michael Short                                      | 20 de gener de 2015     | 2 d'abril de 2024     |
| El Johnny, que fa una visita als límits de Schitt's Creek, queda estupefacte en veure el rètol que indica l'arribada a la població, amb insinuacions clarament pornogràfiques. Quan en parla amb el consistori municipal s'assabenta que, per motius familiars, el rètol és molt important pel Roland. Mentrestant, el David es dedica a la tasca gairebé impossible de trobar feina, i la Jocelyn li demana a la Moira que l'ajudi amb una obra de teatre que prepara amb els alumnes. |                      |                                 |                  |                                                    |                         |                       |
| 4 | 4                    | «Mals pares»                    | Jerry Ciccoritti | Kevin White                                        | 27 de gener de 2015     | 2 d'abril de 2024     |
| El Johnny i la Moira tenen la sensació d'haver fracassat com a pares i decideixen que han de conèixer millor els seus fills, però tant el David com l'Alexis defugen l'interès intrusiu dels seus pares. Mentre l'Alexis fa serveis a la comunitat descobreix que el Mutt té una relació misteriosa amb la dona de l'alcalde. El David, animat per l'Stevie, intenta vendre part de la seva luxosa roba per guanyar diners.                                                             |                      |                                 |                  |                                                    |                         |                       |
| 5 | 5                    | «La cabana»                     | Paul Fox         | Amanda Walsh                                       | 3 de febrer de 2015     | 2 d'abril de 2024     |
| El Johnny i la Moira, cansats de no tenir intimitat a la seva habitació, accepten l'oferta de l'alcalde de passar una nit a la seva cabana al bosc i així revifar la seva relació. Sabent que els seus pares seran fora fins l'endemà, l'Alexis aprofita per organitzar una festa al motel. El que comença sent una tranquil·la vetllada de jocs es descontrola quan el David s'adona que l'Alexis ha convidat més gent del que estava previst.                                         |                      |                                 |                  |                                                    |                         |                       |
| 6 | 6                    | «Vi i roses»                    | Jerry Ciccoritti | Kevin White                                        | 10 de febrer de 2015    | 2 d'abril de 2024     |
| La Moira rep la seva primera oferta per actuar en anys: serà la imatge d'una empresa local de vi de fruita. El Johnny, ferit perquè no han comptat amb ell, intenta portar el control de la gravació, però tothom es posa nerviós i la Moira li demana que se'n vagi. El David pateix una malaltia misteriosa i demana ajuda a l'únic metge del poble. L'Alexis se sent cada vegada més atreta pel Mutt.                                                                                |                      |                                 |                  |                                                    |                         |                       |
| 7 | 7                    | «La cacera»                     | Paul Fox         | Història de : Michael Grassi Guió de : Daniel Levy | 17 de febrer de 2015    | 2 d'abril de 2024     |
| El David accepta sortir a caçar galls dindi amb l'Steve i alguns habitants de Schitts Creek per demostrar que no és un fleuma sense valor, força ni habilitat. La Moira està cada vegada més estressada i la Jocelyn li proposa de fer una sortida juntes a un saló de bellesa; les coses es compliquen quan la Moira acaba assemblant-se moltíssim a la Jocelyn. L'Alexis comença a sortir amb el Ted, el veterinari de Schitt's Creek.                                                |                      |                                 |                  |                                                    |                         |                       |
| 8 | 8                    | «Allez vous»                    | Paul Fox         | Chris Pozzebon                                     | 24 de febrer de 2015    | 2 d'abril de 2024     |
| La Moira rep un regal d'una antiga amiga: un kit de cosmètics per vendre. El David, s'emociona amb la idea i, juntament amb la Moira, organitza un dinar per poder-los vendre a la gent del poble. El Johnny té una cita a l'oficina d'atur d'Elmdale per mirar de cobrar alguna prestació, però no té cotxe per anar-hi. L'Alexis pensa que el Ted és massa amable i intenta fer-lo canviar perquè la seva família el respecti.                                                        |                      |                                 |                  |                                                    |                         |                       |
| 9 | 9                    | «L'enterro del Carl»            | Jerry Ciccoritti | Kevin White                                        | 3 de març de 2015       | 2 d'abril de 2024     |
| El Johnny accepta a contracor dir unes paraules a l'enterrament d'un home del poble que ni tan sols coneixia, però durant la cerimònia no sap gaire què dir i acaba ficant la pota. El mateix dia una parella sorollosa amb una criatura petita s'instal·la a l'habitació del costat del David i l'Alexis, situació que ella aprofita per anar a passar la nit a casa del Ted, però la presència d'un parell de gossos complica les coses.                                              |                      |                                 |                  |                                                    |                         |                       |
| 10 | 10                   | «Lluna de mel»                  | Jerry Ciccoritti | Daniel Levy                                        | 10 de març de 2015      | 2 d'abril de 2024     |
| Després de passar una nit junts, sembla que la relació entre l'Stevie i el Daniel és alguna cosa més que un rotllet d'una nit. El Johnny i la Moira volen fer més vida social al poble i fan que el Roland i la Jocelyn els convidin a la seva festa hawaiana anual. L'Alexis i el Ted volen mostrar la seva relació perfecta i organitzen un sopar de parelles, però les coses es compliquen.                                                                                          |                      |                                 |                  |                                                    |                         |                       |
| 11 | 11                   | «La germana petita»             | Paul Fox         | Michael Short                                      | 17 de març de 2015      | 2 d'abril de 2024     |
| La germana petita de la Moira, la Deedee, els fa una visita sorpresa. La seva relació, plena de gelosia i rancúnia mútua, no ha canviat gens. La Jocelyn li demana al David que intenti ajudar un alumne seu, que sembla que li costa integrar-se. La Twyla vol fer alguna cosa per millorar la seva relació amb el Mutt, l'Alexis hi intervé i dona consells a la Twyla sense que ella n'hi hagi demanat.                                                                              |                      |                                 |                  |                                                    |                         |                       |
| 12 | 12                   | «Festa sorpresa»                | Paul Fox         | Chris Pozzebon                                     | 24 de març de 2015      | 2 d'abril de 2024     |
| S'acosta l'aniversari de la Moira i el Johnny espera que tota la família l'ajudi a organitzar-li una festa sorpresa. El que podia semblar una cosa senzilla s'acaba complicant, fins al punt que la Moira acaba implicada, sense saber-ho, en l'organització de la seva pròpia festa. El David haurà de mirar de mantenir-ne el secret i alhora evitar que la Moira falti al respecte a la gent del poble que ajuda a muntar la festa.                                                  |                      |                                 |                  |                                                    |                         |                       |
| 13 | 13                   | «Poble en venda»                | Jerry Ciccoritti | Guió de : Kevin White Història de : Daniel Levy    | 31 de març de 2015      | 2 d'abril de 2024     |
| El Johnny troba un home de negocis que vol comprar el poble, només cal que signin el contracte i se'n podran anar. Tota la família se n'alegra moltíssim i comencen a fer les maletes. La Moira li regala un dels seus abrics preferits a la Jocelyn. L'Alexis li diu al Ted que se'n va i ell li se li declara amb un anell a les mans. El David li proposa a la Stevie que se'n vagi amb ell a viure a Nova York                                                                      |                      |                                 |                  |                                                    |                         |                       |

### Temporada 2 (2016)
| Núm. total | Núm. de la temporada | Títol                          | Direcció         | Guió                         | Data d'emissió original | Data d'estrena a 3Cat |
| --- | -------------------- | ------------------------------ | ---------------- | ---------------------------- | ----------------------- | --------------------- |
| 14 | 1                    | «Buscant el David»             | Jerry Ciccoritti | Dan Levy                     | 12 de gener de 2016     | 30 d'abril de 2024    |
| Han passat tres dies de la venda fallida del poble i els Rose continuen buscant el seu fill David, que ha desaparegut, tot i que sembla que la Moira està més preocupada per la bossa de pell de cocodril que s'ha emportat. L'Alexis ha de prendre una decisió difícil i triar entre el Ted i el Mutt. Finalment troben el David, en un lloc d'allò més inesperat, però no sembla que tingui ganes de tornar amb ells.                                                                     |                      |                                |                  |                              |                         |                       |
| 15 | 2                    | «Sopar en família»             | Jerry Ciccoritti | David West Read              | 12 de gener de 2016     | 30 d'abril de 2024    |
| La Moira, amb l'esperança de poder fer una demostració de les seves habilitats culinàries, s'ofereix a fer un sopar per a la família i recluta el David, que, a contracor, l'ajuda. Ha decidit cuinar les enxilades que preparava la seva mare. El Johnny busca un espai fora del motel per fer-lo servir de despatx i poder-hi treballar amb tranquil·litat. L'Alexis finalment decideix que ha de parlar clar amb el Ted sobre la seva relació.                                           |                      |                                |                  |                              |                         |                       |
| 16 | 3                    | «Les Jazzagals»                | Paul Fox         | Michael Short                | 19 de gener de 2016     | 30 d'abril de 2024    |
| La Moira s'assabenta que la Jocelyn és directora d'un grup coral del poble, les Jazzgals i, tot i que es creu molt superior a elles, decideix fer la prova per poder-ne formar part. El David vol construir un bagul de cedre per evitar que les arnes se li mengin els jerseis i rep l'ajuda inesperada del Mutt. El Johnny descobreix que per treballar al despatx del taller del Bob cal estar disposat a arremangar-se.                                                                 |                      |                                |                  |                              |                         |                       |
| 17 | 4                    | «El matalàs»                   | Jerry Ciccoritti | Teresa Pavlinek              | 26 de gener de 2016     | 30 d'abril de 2024    |
| El Johnny i la Moira van a una venda de patrimoni d'una persona que ha mort. La Jocelyn hi troba un matalàs, encara amb el seu embolcall original, i ella i la Moira se'l disputen a la subhasta. El Mutt sorprèn l'Alexis amb una bicicleta, però aviat descobreix que potser no és un regal gaire adequat. El David accepta de mala gana ajudar el Roland a comprar roba per a la Jocelyn.                                                                                                |                      |                                |                  |                              |                         |                       |
| 18 | 5                    | «Els Bagels del Bob»           | Paul Fox         | Chris Pozzebon i Daniel Levy | 2 de febrer de 2016     | 30 d'abril de 2024    |
| El Johnny, en un intent de demostrar les seves habilitats com a empresari, presenta una idea de negoci al Bob, que se la pren massa seriosament i comença a fer passes per tirar-la endavant. El David li demana a la Stevie que el porti a una entrevista de feina a una botiga d'Elmdale, que resulta ser La Botiga de les Bruses. L'Alexis es posa malalta i la Moira, molt aprensiva amb les malalties, supera les seves pors per cuidar-la.                                            |                      |                                |                  |                              |                         |                       |
| 19 | 6                    | «La Moira contra l'Ajuntament» | Jerry Ciccoritti | Daniel Levy                  | 9 de febrer de 2016     | 30 d'abril de 2024    |
| La Moira, cansada que el seu poble sembli un abocador de deixalles, decideix assistir al ple del consistori municipal per expressar les seves queixes i intentar millorar l'aspecte de la vila. La relació de l'Alexis i el Mutt entra en una fase difícil quan el Mutt decideix canviar d'aspecte sense avisar. El David aprofita al màxim la targeta de crèdit de l'empresa, sense ser gaire conscient que impliquen les nombroses despeses que fa.                                       |                      |                                |                  |                              |                         |                       |
| 20 | 7                    | «La candidatura»               | Paul Fox         | Kevin White                  | 16 de febrer de 2016    | 30 d'abril de 2024    |
| A causa de la dimissió del Ray queda una plaça vacant de regidor a l'ajuntament. Després de l'actuació de la Moira al ple, corren rumors que es vol presentar a regidora; ella no en té cap ganes, però el Johnny comença a contemplar-ne la idea. El David i la Stevie posen a prova la seva nova amistat intentant lligar amb desconeguts en un bar tronat mentre l'Alexis lluita per adaptar-se a la vida sense parella.                                                                 |                      |                                |                  |                              |                         |                       |
| 21 | 8                    | «Llet crua»                    | Paul Fox         | Michael Short                | 23 de febrer de 2016    | 30 d'abril de 2024    |
| Amb l'esperança de guanyar uns quants diners amb facilitat, el Johnny es fica en el negoci de la llet crua, però les coses prenen un gir inesperat quan l'Alexis s'ha d'encarregar de fer-ne la comanda. La Moira, que se sent allunyada dels votants, intenta relacionar-se amb gent del poble. El David dona consells de moda a la rival de la Moira sense ser gaire conscient de les conseqüències que això pot tenir.                                                                   |                      |                                |                  |                              |                         |                       |
| 22 | 9                    | «Els nus de la Moira»          | Jerry Ciccoritti | David West Read              | 1 de març de 2016       | 30 d'abril de 2024    |
| La Moira està molt preocupada perquè pensa que algunes fotos picants del seu passat poden posar en perill la campanya i fa servir tots els recursos que té a la seva disposició per localitzar aquestes fotos elegants però comprometedores. Els problemes econòmics del Johnny s'intensifiquen, això l'obliga a empassar-se l'orgull i a demanar ajuda a una persona inesperada. L'expromès de l'Alexis s'ofereix a alleujar els seus problemes econòmics amb una oferta de feina.         |                      |                                |                  |                              |                         |                       |
| 23 | 10                   | «Trobada a ca la Ronnie»       | Paul Fox         | Matt Kippen                  | 8 de març de 2016       | 30 d'abril de 2024    |
| La Moira, que busca votants per a la seva candidatura electoral, aconsegueix cert suport de la Ronnie, que s'ofereix a organitzar per ella una trobada amb persones d'un grup demogràfic clau. El Johnny s'adona de seguida que la Moira ha interpretat malament les paraules de la Ronnie. La feina nova de l'Alexis resulta ser més complicada del que ella es pensava. La cap del David li encarrega una tasca de molta responsabilitat: ocupar-se de la seva fillastra de catorze anys. |                      |                                |                  |                              |                         |                       |
| 24 | 11                   | «L'hoste del motel»            | Jerry Ciccoritti | Kevin White                  | 15 de març de 2016      | 30 d'abril de 2024    |
| Arriba al motel un veí sorollós que posa la música a tot volum. Després de passar una nit sense dormir, el Johnny truca a l'habitació del costat i descobreix qui n'és el responsable. El Johnny i la Moira han de trobar la manera d'aconseguir que torni la pau a la seva relació i al motel. Mentrestant, l'Alexis, que ara guanya diners treballant, decideix buscar un lloc per anar-hi a viure i demana ajuda al David.                                                               |                      |                                |                  |                              |                         |                       |
| 25 | 12                   | «Els rètols»                   | Jerry Ciccoritti | Kevin White                  | 22 de març de 2016      | 30 d'abril de 2024    |
| Algunes de les pancartes de la campanya de la Moira desapareixen misteriosament i el Johnny acusa el Roland de joc brut. El David es queda sense feina. Blouse Barn es veu embolicada en una disputa legal amb una cadena de botigues de roba i el David, amb l'ajuda de l'Alexis, intenta aprofitar la situació per aconseguir guanys econòmics per a la seva cap. La campanya electoral fa un gir inesperat a la recta final.                                                             |                      |                                |                  |                              |                         |                       |
| 26 | 13                   | «Bon aniversari»               | Jerry Ciccoritti | Daniel Levy                  | 29 de març de 2016      | 30 d'abril de 2024    |
| Per celebrar el seu aniversari de casament, el Johnny i la Moira se'n van a sopar al millor restaurant d'Elmdale. La vetllada fa un gir inesperat quan, per casualitat, hi troben una parella d'amics que feia molt de temps que no veien. El David i l'Alexis assisteixen a la festa anual a l'estable del Mutt; el David i la Stevie competeixen pel mateix home i l'Alexis accepta finalment el final de la seva relació amb el Mutt.                                                    |                      |                                |                  |                              |                         |                       |

### Temporada 3 (2017)
| Núm. total | Núm. de la temporada | Títol                   | Direcció       | Guió                        | Data d'emissió original | Data d'estrena a 3Cat |
| --- | -------------------- | ----------------------- | -------------- | --------------------------- | ----------------------- | --------------------- |
| 27 | 1                    | «L'estrena»             | T. W. Peacocke | Daniel Levy                 | 10 de gener de 2017     | 11 de juny de 2024    |
| El Johnny, que no para de buscar idees de negocis nous, es troba un competidor no desitjat que ocupa el seu despatx al taller del Bob. La Moira assisteix a la seva primera reunió com a regidora al ple municipal. El David i l'Steve tenen una gran sorpresa quan s'adonen que les seves vides amoroses s'encreuen. L'Alexis rep un oferiment molt generós del Mutt, que a la nòvia del Mutt no li farà cap gràcia.                                                  |                      |                         |                |                             |                         |                       |
| 28 | 2                    | «El trio»               | T. W. Peacocke | David West Read             | 17 de gener de 2017     | 11 de juny de 2024    |
| La Twyla s'ha lesionat un peu i el Johnny s'ofereix a donar-li un cop de mà fent de cambrer al cafè, però aviat s'adona que no és una feina tan fàcil com sembla. L'Alexis i la Moira queden per dinar, però el fet de pensar que passaran una estona juntes, totes dues soles, les posa molt nervioses. El David i la Stevie intenten aclarir els termes de la seva relació a tres amb el Jake.                                                                       |                      |                         |                |                             |                         |                       |
| 29 | 3                    | «Cotxe nou»             | Paul Fox       | Kevin White                 | 24 de gener de 2017     | 11 de juny de 2024    |
| El Johnny decideix que és l'hora de comprar-se un cotxe de segona mà; ell i la Moira intenten fer-se passar per pobres per obtenir un preu més baix al concessionari. El David acompanya la Stevie al tanatori a dir l'últim adeu a la seva tieta àvia i la fa enfrontar-se a la seva mortalitat. El Ted rep un regal d'una clienta; ell i l'Alexis pacten les normes de la seva relació professional.                                                                 |                      |                         |                |                             |                         |                       |
| 30 | 4                    | «L'examen de conduir»   | Paul Fox       | Michael Short               | 31 de gener de 2017     | 11 de juny de 2024    |
| A la Stevie la supera la seva nova situació com a propietària del motel, no sap si vendre'l o intentar tirar-lo endavant. El Johnny i la Moira fan servir estratègies diferents per mirar d'ajudar-la. Al David li va caducar el carnet de conduir i s'ha de tornar a examinar, però els exàmens el posen molt nerviós. L'Alexis l'acompanya al lloc de l'examen; durant el trajecte es trobarà fent de germana gran del seu germà gran.                               |                      |                         |                |                             |                         |                       |
| 31 | 5                    | «Habitacions per hores» | T. W. Peacocke | Monica Heisey i Daniel Levy | 7 de febrer de 2017     | 11 de juny de 2024    |
| El Johnny lloga habitacions a una empresària local que busca clients en una convenció que se celebra a Elmdale, però al cap de poc s'adona que es tracta d'un negoci de moral força dubtosa. El David ajuda la Moira a filmar una prova per a una pel·lícula de terror. L'Alexis convenç el Ted que posar una càmera gravant uns conills en directe els pot ajudar a trobar gent que els vulgui adoptar.                                                               |                      |                         |                |                             |                         |                       |
| 32 | 6                    | «Assassinat misteriós»  | T. W. Peacocke | Michael Short               | 14 de febrer de 2017    | 11 de juny de 2024    |
| El Johnny i la Stevie visiten un camp de golf proper; els volen proposar presentar una oferta turística conjunta amb el motel. El Johnny té moltes ganes de jugar una estona a golf i es distreu. La Moira intenta evitar anar a una festa de misteri que organitza la Twyla, però quan veu que no hi anirà ningú, l'ajuda a reclutar altres convidats. L'Alexis considera una proposta del Ted per tornar a estudiar.                                                 |                      |                         |                |                             |                         |                       |
| 33 | 7                    | «La botiga»             | Paul Fox       | Daniel Levy                 | 21 de febrer de 2017    | 11 de juny de 2024    |
| L'Alexis comença a estudiar a l'institut i intenta adaptar-se a la classe i als nous companys. El David contempla obrir una nova botiga al local que deixa el petit supermercat, que tanca per fallida, però la Moira fa servir el seu càrrec al Consell Municipal per intentar evitar-ho. L'Ivan li porta magdalenes a la Twyla, i el Johnny, que vol oferir esmorzar continental al motel, dona a desgrat consells romàntics a l'Ivan a canvi de pastes de canyella. |                      |                         |                |                             |                         |                       |
| 34 | 8                    | «La ressenya del motel» | Paul Fox       | Kevin White                 | 28 de febrer de 2017    | 11 de juny de 2024    |
| El David ha d'omplir la documentació per donar d'alta la botiga, però quan va a l'oficina és incapaç d'explicar amb claredat de quina mena de negoci es tracta. La Jocelyn li fa repetir un treball d'economia a l'Alexis perquè considera que ha copiat. Mentre el Johnny és fora i la Stevie arregla les habitacions del motel, la Moira s'ha de fer càrrec de la recepció, però de seguida queda clar que no hi té gaire traça.                                     |                      |                         |                |                             |                         |                       |
| 35 | 9                    | «L'aventura»            | T. W. Peacocke | David West Read             | 7 de març de 2017       | 11 de juny de 2024    |
| La Moira i el Roland assisteixen a una jornada d'alcaldes i regidors regionals. La seva intervenció és tot un èxit, però la celebració posterior acaba amb un resultat força incòmode per a tots dos. El Johnny i la Jocelyn es preocupen perquè les seves parelles els guarden secrets. El David, amb l'ocasional ajuda de l'Alexis, i la col·laboració cada vegada més gran del Patrick, munta la botiga de cara a la inauguració.                                   |                      |                         |                |                             |                         |                       |
| 36 | 10                   | «Sebastien Raine»       | T. W. Peacocke | Kevin White                 | 14 de març de 2017      | 11 de juny de 2024    |
| En Sebastien Raine, un famós fotògraf ex-xicot del David, arriba al poble per parlar amb la Moira sobre una sèrie de fotos que li vol fer. El David s'ha d'enfrontar a la presència del Sébastien i al fracàs de la seva relació. El Bob organitza una nit de pòquer. Com que sempre guanya, els altres jugadors sospiten que fa trampes. L'Alexis ha de fer hores de voluntariat i acompanya el Ted a un ball de gent gran.                                           |                      |                         |                |                             |                         |                       |
| 37 | 11                   | «Pareu de dir polls»    | Paul Fox       | Daniel Levy                 | 21 de març de 2017      | 11 de juny de 2024    |
| Els membres del consistori municipal han decidit batejar amb el nom de Moira Rose una petita zona enjardinada del poble, però quan l'hi comuniquen a la Moira, la seva reacció no és l'esperada. Hi ha una passa de polls a l'institut i sembla que l'Alexis n'ha agafat. El Johnny té por que s'hagin escampat per tot el motel i el David, que no vol compartir habitació amb l'Alexis, li demana a la Stevie si pot dormir aquella nit a casa seva.                 |                      |                         |                |                             |                         |                       |
| 38 | 12                   | «Amics i família»       | Paul Fox       | David West Read             | 28 de març de 2017      | 11 de juny de 2024    |
| La Moira localitza el retrat familiar gegantí dels Rose a casa d'uns coneguts i l'hi regala al Johnny. El problema és que no saben on posar-lo. El David vol organitzar una inauguració de la botiga amb poca gent, però comença a córrer la veu i la llista de convidats se'ls en va de les mans. En un moment d'eufòria l'Alexis i el Ted comparteixen un petó amistós que els porta a sentir-se incòmodes l'un amb l'altre.                                         |                      |                         |                |                             |                         |                       |
| 39 | 13                   | «La graduació»          | T. W. Peacocke | Kevin White i Daniel Levy   | 4 d'abril de 2017       | 11 de juny de 2024    |
| El Johnny i la Stevie estan encantats de poder posar per primera vegada el rètol de "complet" al motel. Mentre la Moira i les Jazzagals assagen per un concert que els ha sortit per aquell mateix vespre i l'Alexis es prepara per a la cerimònia de graduació de l'institut. El David està una mica enfadat perquè la resta de la família ha oblidat que és el seu aniversari, però s'anima quan el Patrick el convida a sopar.                                      |                      |                         |                |                             |                         |                       |

### Temporada 4 (2018)
| 40 | 1  | «Un mort a l'habitació»   | Bruce McCulloch               | Daniel Levy                  | 9 de gener de 2018     | 26 de juliol de 2024 |
| La Stevie troba un hoste del motel mort a la seva habitació. La Moira creu que n'és la responsable i té por de les repercussions legals que això pugui tenir. La Stevie i el Johnny intenten mantenir els hostes del motel distrets mentre el forense s'emporta el cadàver. L'Alexis ajuda el Ted a entrevistar candidats per la clínica veterinària. A la botiga, el Patrick i el David temptegen el terreny de la seva nova relació.                                       |    |                           |                               |                              |                        |                      |
| 41 | 2  | «El test d'embaràs»       | Sturla Gunnarsson             | David West Read              | 16 de gener de 2018    | 26 de juliol de 2024 |
| L'Alexis vol estudiar a la universitat, però li demana al David que de moment no en digui res als pares. El Johnny troba una prova d'embaràs positiva a les escombraries de l'Alexis; ell i la Moira consideren les possibles implicacions de tot plegat, però quan intenta treure el tema amb l'Alexis, ella no li dona gens d'importància. El David i el Patrick busquen desesperadament un lloc tranquil on poder tenir una estona d'intimitat.                           |    |                           |                               |                              |                        |                      |
| 42 | 3  | «El festival de l'amiant» | Bruce McCulloch               | Monica Heisey                | 23 de gener de 2018    | 26 de juliol de 2024 |
| Schitt's Creek celebra el seu festival anual de l'amiant. La Moira ha decidit representar-hi un dels números que havia fet fa anys, però té una coreografia complicada i li preocupa no poder-se'n sortir. Un grup de nois ronda per la botiga del David; tot i que a ell li cauen bé, l'Alexis l'avisa que potser les seves intencions no són bones. El Roland li proposa al Johnny que contracti un conegut seu per ajudar-los al motel.                                   |    |                           |                               |                              |                        |                      |
| 43 | 4  | «Nit de noies»            | Sturla Gunnarsson             | Michael Short                | 30 de gener de 2018    | 26 de juliol de 2024 |
| La Moira, preocupada per la falta de vida social de la seva filla, decideix fer de xofer de l'Alexis i la Twyla i dur-les a un bar dels afores del poble. Amb l'ajuda de la Stevie, el Patrick canvia de lloc alguns productes de la botiga per demostrar la incapacitat del David de transigir per arribar a un compromís. El Roland munta una mena de sala a la recepció del motel, on passa cada vegada més estona.                                                       |    |                           |                               |                              |                        |                      |
| 44 | 5  | «Mouira Rose, ACS»        | Bruce McCulloch               | Rupinder Gill                | 6 de febrer de 2018    | 26 de juliol de 2024 |
| La Moira s'horroritza quan sap que per internet circulen rumors sobre la seva mort, però quan llegeix els emocionats condols que la gent penja comença a gaudir de la situació. El Roland demana al Johnny que sigui el padrí de la criatura que naixerà aviat. El David i l'Alexis fan un recorregut per visitar possibles proveïdors per la botiga sense saber que un d'ells la posarà en una posició molt incòmoda.                                                       |    |                           |                               |                              |                        |                      |
| 45 | 6  | «Nit de micro obert»      | Bruce McCulloch               | Daniel Levy i Rebecca Kohler | 27 de febrer de 2018   | 26 de juliol de 2024 |
| El David i el Patrick organitzen una nit de micròfon obert per ajudar a promocionar la botiga, però al David el posa molt nerviós la idea del Patrick de fer una actuació en solitari. L'Alexis proposa al Johnny i la Stevie fer alguns canvis al motel per millorar-lo, però a la Stevie no li fa gaire gràcia. La Moira descobreix accidentalment el sexe de la criatura que esperen el Roland i la Jocelyn.                                                              |    |                           |                               |                              |                        |                      |
| 46 | 7  | «La barbacoa»             | Sturla Gunnarsson             | David West Read              | 6 de març de 2018      | 26 de juliol de 2024 |
| El Johnny i la Moira organitzen una barbacoa familiar amb la intenció de conèixer una mica millor el Patrick, ja que creuen que aquesta és la relació més llarga que el David ha tingut mai. Però al David no li sembla una bona idea i intenta que el Patrick no se n'assabenti. L'Alexis rep un missatge misteriós del Ted, podria ser un error o un error deliberat, i gràcies al consell d'una nova amiga decideix descobrir la veritat.                                 |    |                           |                               |                              |                        |                      |
| 47 | 8  | «El baríton»              | Sturla Gunnarsson             | Kevin White                  | 13 de març de 2018     | 26 de juliol de 2024 |
| Després del fiasco de la barbacoa, la Stevie porta el David a un spa, perquè es calmi una mica, però ha triat un paquet de lluna de mel, cosa que tira més sal a la ferida. El Johnny apareix en un assaig de les Jazzagals i impressiona tothom amb la seva veu, però a la Moira no li sembla bé aquesta interferència del seu marit. L'Alexis prova una aplicació de cites de la zona i queda amb un jove molt atractiu.                                                   |    |                           |                               |                              |                        |                      |
| 48 | 9  | «La branca d'olivera»     | Bruce McCulloch               | Rupinder Gill                | 20 de març de 2018     | 26 de juliol de 2024 |
| El David finalment torna a la feina amb l'esperança de resoldre les coses amb el Patrick, però s'adona que potser ha trigat massa temps a decidir-se. L'Alexis vol presentar a l'Ajuntament el projecte d'organitzar una nit de solters al poble, però la Moira la desanima. Poc després, però, es troba accidentalment presentant la idea com a pròpia. El Johnny li compra a la Stevie un regal en agraïment per tota la feina que fa al motel.                            |    |                           |                               |                              |                        |                      |
| 49 | 10 | «La festeta prenatal»     | Bruce McCulloch               | David West Read              | 27 de març de 2018     | 26 de juliol de 2024 |
| El Johnny i la Moira volen assistir com a observadors a un esdeveniment per a solters, però l'organitzadora els acaba convencent perquè hi participin. L'Alexis es troba per casualitat amb la Klair, una antiga amiga seva, que li ofereix una oportunitat de feina que podria ser interessant, cosa que empeny l'Alexis a reflexionar sobre la seva situació actual. El David accepta la súplica desesperada de la Jocelyn perquè organitzi la seva "festa del nadó".      |    |                           |                               |                              |                        |                      |
| 50 | 11 | «El llançament»           | Sturla Gunnarsson             | Michael Short                | 3 d'abril de 2018      | 26 de juliol de 2024 |
| Han convocat la Moira per fer de jurat. Ella prepara una excusa perquè no l'acceptin, però quan s'assabenta de quina mena de cas es tracta, s'hi repensa. El Johnny culpa els productes de Rose Apothecary d'un brot d'erupcions al motel i exigeix al David que retiri immediatament el producte de la venda. L'Alexis necessita una sala per a un dels esdeveniments de la setmana dels solters: l'oferta arriba de la persona més inesperada.                             |    |                           |                               |                              |                        |                      |
| 51 | 12 | «La Setmana dels Solters» | Sturla Gunnarsson             | Daniel Levy                  | 10 d'abril de 2018     | 26 de juliol de 2024 |
| De manera inesperada el Patrick diu al David que l'estima, cosa que deixa el David de pedra i sense saber què contestar. La Setmana dels Solters està a punt de començar quan la Jocelyn es posa de part; com que no localitza el Roland, és la Moira qui l'acompanya a l'hospital. El Johnny finalment aconsegueix que el Roland assumeixi més responsabilitats al motel, però a causa d'això potser es perdrà el naixement de la criatura.                                 |    |                           |                               |                              |                        |                      |
| Especial |    |                           |                               |                              |                        |                      |
| 52 | 13 | «Bon Nadal, Johnny Rose»  | Andrew Cividino i Daniel Levy | Daniel Levy                  | 18 de desembre de 2018 | 26 de juliol de 2024 |
| La vigília de Nadal el Johnny decideix recuperar la festa que la família Rose acostumava a celebrar la nit de Nadal, però organitzar-la resultarà més complicat del que es pensava. La Moira mostra una actitud negativa a l'hora de comprar l'avet, l'Alexis ja s'havia compromès a anar a una altra festa i el David és molt reticent a col·laborar amb la decoració. Però els Rose aviat s'adonen que per al Johnny aquella festa significa molt més del que es pensaven. |    |                           |                               |                              |                        |                      |

### Temporada 5 (2019)
| Núm. total | Núm. de la temporada | Títol                     | Direcció                      | Guió                        | Data d'emissió original | Data d'estrena a 3Cat |
| --- | -------------------- | ------------------------- | ----------------------------- | --------------------------- | ----------------------- | --------------------- |
| 53 | 1                    | «El despertar dels corbs» | Laurie Lynd                   | Daniel Levy                 | 8 de gener de 2019      | 31 d'octubre de 2024  |
| La Moira es prepara per a l'actuació de la seva vida amb la pel·lícula "Corbs" a Bòsnia, però té por que la falta d'empenta del director li espatlli l'oportunitat de redreçar la seva carrera. Com que la Moira és fora, en Johnny té molt temps lliure i, per omplir-lo, treballa una pila d'hores al motel. En David fa un test que indica que ell i en Patrick tenen una relació avorrida; l'Alexis li fa una proposta per reactivar-la.                                           |                      |                           |                               |                             |                         |                       |
| 54 | 2                    | «Cartes d'amor»           | Laurie Lynd                   | David West Read             | 15 de gener de 2019     | 31 d'octubre de 2024  |
| Quan la Moira torna de Bòsnia de filmar la pel·lícula, troba a l'habitació unes cartes d'amor adreçades a en Johnny i, per primera vegada, qüestiona la seva fidelitat. Un lladre entra a Rose Apothecary i exigeix els diners de la caixa; en David i la Stevie, morts de por, procuren calmar el lladre com poden. Mentrestant, l'Alexis fa tot el possible per recuperar un medalló en forma de cor que li va regalar en Ted fa anys.                                               |                      |                           |                               |                             |                         |                       |
| 55 | 3                    | «L'esquer»                | Jordan Canning                | Rupinder Gill               | 22 de gener de 2019     | 31 d'octubre de 2024  |
| Un bloguer de viatges influent s'allotjarà aviat al motel. L'Alexis i en Johnny preparen un pla per impressionar-lo, cosa que acaba posant la Stevie en una situació força incòmoda. En Patrick decideix que ja no pot viure més a casa d'en Ray i, amb en David, comencen a veure pisos, però aviat s'adonen que tenen punts de vista molt diferents. A més, en un assaig de les Jazzagals, la Moira ajuda la Jocelyn a desfogar-se una mica.                                         |                      |                           |                               |                             |                         |                       |
| 56 | 4                    | «El vestit»               | Jordan Canning                | Rupinder Gill               | 29 de gener de 2019     | 31 d'octubre de 2024  |
| La Moira es compra un vestit per a l'estrena de la pel·lícula. És molt car, cosa que posa en Johnny en una situació econòmica complicada, que s'agreuja quan l'escalfador d'aigua del motel s'espatlla. La Stevie convida en David a fer un petit viatge junts, però a mig camí en David s'adona que ella l'ha enganyat. La Shannon, antiga companya de la facultat de veterinària, ajuda en Ted a la clínica i l'Alexis no entén per què la tracta amb fredor.                        |                      |                           |                               |                             |                         |                       |
| 57 | 5                    | «Festa d'inauguració»     | Laurie Lynd                   | Daniel Levy i Rupinder Gill | 5 de febrer de 2019     | 31 d'octubre de 2024  |
| En David i en Patrick organitzen una festa d'inauguració del seu pis nou. L'Alexis anima en Ted a fer un descans de la feina i deixar-se anar una mica, però quan en Ted li fa cas, se'n penedeix de seguida. En Johnny vol demostrar a en Roland i a la Jocelyn que ell i la Moira són uns pares capaços, però quan accepta ocupar-se del petit Roland s'adona de seguida de la dificultat de cuidar un infant petit.                                                                 |                      |                           |                               |                             |                         |                       |
| 58 | 6                    | «Quina marxa!»            | Laurie Lynd                   | David West Read             | 12 de febrer de 2019    | 31 d'octubre de 2024  |
| Les Jazzagals tenen previst assistir a un concert al casino, però quan el suspenen, la Jocelyn, que amb el nen ja no surt mai, s'emporta un gran disgust. Per animar-la, les noies decideixen anar igualment al casino a divertir-se. Després d'irrompre per accident a l'espai personal de la Stevie, en Johnny intenta resoldre la qüestió de la intimitat al lloc de treball. En David anima en Patrick a tenir una cita i provar una relació oberta.                               |                      |                           |                               |                             |                         |                       |
| 59 | 7                    | «Un murmuri de desig»     | Jordan Canning                | Michael Short               | 19 de febrer de 2019    | 31 d'octubre de 2024  |
| La Cheryl, la mare d'en Ted, ve al poble de visita, i en Johnny sospita que se sent atreta per ell. L'Alexis, al principi escèptica, acaba pensant el mateix que el seu pare. Quan la Moira sent que la Jocelyn dirigirà la producció local d'un musical que ella va fer de jove, no pot evitar implicar-s'hi. En David s'enfada quan en Roland li deixa el petit Roland a la botiga una estona, però aviat descobreix els avantatges de la paternitat.                                |                      |                           |                               |                             |                         |                       |
| 60 | 8                    | «Els premis d'hostaleria» | Jordan Canning                | Rupinder Gill               | 26 de febrer de 2019    | 31 d'octubre de 2024  |
| El motel és candidat a un dels premis que atorga el sector hoteler. En Johnny està encantat d'assistir a la cerimònia i la Stevie també, però per un motiu diferent. Com que la Jocelyn no troba ningú per al paper protagonista de "Cabaret", l'Alexis s'ofereix a presentar-se a l'audició, però la Moira fa tots els possibles per evitar-ho. La renovació del lavabo de la botiga triga més del que esperaven i el Patrick, frustrat, gestiona malament la situació amb la Ronnie. |                      |                           |                               |                             |                         |                       |
| 61 | 9                    | «L'MVP»                   | Jordan Canning                | David West Read             | 5 de març de 2019       | 31 d'octubre de 2024  |
| En Patrick li demana a en David que participi en el partit anual de beisbol, perquè els hi falta un jugador. Al mateix temps, en Johnny accepta jugar amb l'equip contrari, però en David s'angoixa moltíssim quan s'adona que no només hi anirà a escalfar la banqueta. La Moira fa un assaig especialment intens amb la Stevie i la resta de l'elenc de "Cabaret", i l'Alexis se sent obligada a intervenir per ajudar la seva mare.                                                 |                      |                           |                               |                             |                         |                       |
| 62 | 10                   | «Animal atropellat»       | Jordan Canning                | Michael Short               | 12 de març de 2019      | 31 d'octubre de 2024  |
| La Moira i el Johnny tenen previst passar el dia en un spa per relaxar-se una mica, però els seus plans canvien inesperadament quan atropellen un gat i el Johnny decideix que n'han d'informar el propietari. El David participa en un mercadet on veu una altra paradeta que ven productes molt semblants als seus, però molt més barats. L'Alexis i el Ted troben un nou lloc per provar el seu joc de rol romàntic.                                                                |                      |                           |                               |                             |                         |                       |
| 63 | 11                   | «Els pares del nuvi»      | Jordan Canning                | Daniel Levy                 | 19 de març de 2019      | 31 d'octubre de 2024  |
| El David prepara una festa sorpresa per l'aniversari del Patrick i convida els pares del Patrick a assistir-hi. El Johnny i el David aviat descobreixen que el Patrick no ha estat del tot sincer amb els seus pares. L'Alexis arrossega la Moira a una convenció de telenovel·les que se celebra a la zona. Tot i que pot ser una manera ràpida de guanyar diners per finançar el musical "Cabaret" la Moira ho troba humiliant.                                                      |                      |                           |                               |                             |                         |                       |
| 64 | 12                   | «Nit de comèdia»          | Laurie Lynd                   | David West Read             | 26 de març de 2019      | 31 d'octubre de 2024  |
| El Johnny s'ofereix per substituir la Moira a la nit de comèdia anual que se celebra a casa del Roland, però ningú creu que tingui prou habilitats còmiques per sortir-se'n. El David distreu la Moira quedant amb ella per sopar per evitar que s'assabenti que el Patrick i la Stevie fan classes privades de ball. El Ted li proposa a l'Alexis fer unes vacances a les Galápagos, però a l'Alexis no li fa gaire gràcia la destinació.                                             |                      |                           |                               |                             |                         |                       |
| 65 | 13                   | «L'excursió»              | Laurie Lynd                   | Daniel Levy                 | 2 d'abril de 2019       | 31 d'octubre de 2024  |
| El Patrick li proposa al David anar a fer un pícnic. El que el David no s'espera és que abans hauran de caminar una bona estona. Mentre el Johnny ajuda la Moira a traslladar els mobles al teatre, de sobte nota un mal intens al pit que provoca el pànic de la Moira, la Stevie i el Roland. La Twyla llegeix el tarot al Ted i a l'Alexis i veu alguna cosa molt fosca en el seu futur.                                                                                            |                      |                           |                               |                             |                         |                       |
| 66 | 14                   | «La vida és un cabaret»   | Daniel Levy i Andrew Cividino | Daniel Levy                 | 9 d'abril de 2019       | 31 d'octubre de 2024  |
| El David porta flors a la Stevie per desitjar-li sort per a l'estrena, però el seu nerviosisme el delata i li acaba revelant el seu secret. S'acosta el moment de l'inici del musical "Cabaret", però ningú troba la Stevie enlloc, cosa que obliga la Moira a buscar una substituta. L'Alexis comença a sentir-se culpable de deixar la seva família durant tant de temps, i el sentimentalisme del Johnny no hi ajuda.                                                               |                      |                           |                               |                             |                         |                       |

### Temporada 6 (2020)
| Núm. total | Núm. de la temporada | Títol                   | Direcció                      | Guió                               | Data d'emissió original | Data d'estrena a 3Cat  |
| --- | -------------------- | ----------------------- | ----------------------------- | ---------------------------------- | ----------------------- | ---------------------- |
| 67 | 1                    | «Senyals de fum»        | Daniel Levy                   | Daniel Levy                        | 7 de gener de 2020      | 13 de desembre de 2024 |
| El David i el Patrick volen anar a veure un possible lloc on celebrar el seu casament. L'Alexis els proposa anar amb ells i que, de passada, després la deixin a l'aeroport, on ha d'agafar l'avió cap a les Galápagos. Després de passar una setmana tancada dins l'armari, finalment la Moira surt; ha decidit començar una vida diferent i proposa al Johnny que se'n vagin a fer un pícnic romàntic al costat del rierol.                                           |                      |                         |                               |                                    |                         |                        |
| 68 | 2                    | «L'incident»            | Jordan Canning                | Daniel Levy                        | 14 de gener de 2020     | 13 de desembre de 2024 |
| El David se sent molt avergonyit per un problema d'infantesa que li ha tornat a sorgir. El fet que el Patrick sigui tan comprensiu amb ell fa que encara s'angoixi més. El Johnny, la Stevie i el Roland van a visitar un motel proper, però de seguida s'adonen que hi ha alguna mena d'error. La Moira, empesa per l'Alexis, comença a participar en les xarxes socials; al principi no li fa gaire gràcia però quan entén una mica com funcionen s'hi llança de ple. |                      |                         |                               |                                    |                         |                        |
| 69 | 3                    | «L'entrevista de feina» | Andrew Cividino               | Michael Short                      | 21 de gener de 2020     | 13 de desembre de 2024 |
| El banc rebutja la sol·licitud de préstec del Johnny per comprar el motel de la senyora Terkstra. Ell i la Moira decideixen parlar amb el Bob perquè inverteixi diners al nou motel. L'Alexis i el Ted intenten mantenir viva la seva relació a distància, els resulta especialment difícil trobar temps per estar sols el dia del seu aniversari. El David ajuda la Stevie a fer una entrevista per una feina en una companyia aèria local.                            |                      |                         |                               |                                    |                         |                        |
| 70 | 4                    | «La dama d'honor»       | Andrew Cividino               | Kurt Smeaton                       | 28 de gener de 2020     | 13 de desembre de 2024 |
| La Moira comparteix amb les jazzagals el nou tràiler de la pel·lícula Els Corbs corbs, però no pot evitar notar la reacció més aviat freda de la Jocelyn. El Johnny i el Roland troben en una de les habitacions del motel nou una bossa de diners sospitosa i organitzen una vigilància per saber qui és l'ocupant de l'habitació. El David ha triat la dama d'honor pel casament, però no tothom està content amb la decisió.                                         |                      |                         |                               |                                    |                         |                        |
| 71 | 5                    | «L'estrena»             | Andrew Cividino               | David West Read                    | 4 de febrer de 2020     | 13 de desembre de 2024 |
| Empesa per la Moira, l'Alexis organitza una estrena del la pel·lícula dels Corbs a Schitt's Creek i tota la gent del poble vol fer acte de presència a la catifa vermella. El David té cura el Patrick després que li treguin els queixals del seny. Encara mig sedat pels calmants, el Patrick li anuncia una idea inesperada. Després de la seva breu estada a Larry Air la Stevie pren una important decisió professional.                                           |                      |                         |                               |                                    |                         |                        |
| 72 | 6                    | «Els col·legues»        | Donna Croce                   | David West Read                    | 11 de febrer de 2020    | 13 de desembre de 2024 |
| El vídeo de l'estrena de la pel·lícula dels corbs es fa viral. La Moira torna a aparèixer als mitjans de comunicació i l'Alexis comença a pensar que potser no és el millor moment, professionalment parlant, per marxar a les Galápagos. El Johnny, amb l'ajuda del Roland i la Ronnie, intenta ajudar el Bob a tornar a sortir amb dones. El Jake convida el David i el Patrick a prendre una copa a casa seva.                                                       |                      |                         |                               |                                    |                         |                        |
| 73 | 7                    | «Moira Rosé»            | Jordan Canning                | David West Read                    | 18 de febrer de 2020    | 13 de desembre de 2024 |
| El Herb Ertlinger decideix fer un vi en honor a la Moira. La Moira i el David van a la vinya d'Ertlinger a fer un tast dels possibles vins. El Johnny intenta mantenir una conversa seriosa amb el Patrick, que està concentrat mirant un partit de beisbol i no li fa gaire cas. L'Alexis porta la Stevie, ja Jocelyn la Twyla i la Ronnie a una estranya classe de fitness.                                                                                           |                      |                         |                               |                                    |                         |                        |
| 74 | 8                    | «La suite presidencial» | Andrew Cividino               | David West Read                    | 25 de febrer de 2020    | 13 de desembre de 2024 |
| Després de netejar la que serà la Suite Presidencial del nou motel, el Johnny i la Moira decideixen passar-hi la nit, però algú altre ha tingut la mateixa idea que ells. L'Alexis es posa molt contenta quan rep una visita sorpresa, però l'alegria de l'inici es converteix en preocupació quan s'assabenta de la notícia que porta. El David i el Patrick preparen la seva sessió de fotos de compromís amb la Stevie i el Ray.                                     |                      |                         |                               |                                    |                         |                        |
| 75 | 9                    | «Recuperació»           | Jordan Canning                | Michael Short                      | 3 de març de 2020       | 13 de desembre de 2024 |
| El Johnny s'implica una mica massa en la vida amorosa de l'Alexis, cosa que empitjora la situació força difícil de la seva filla. Després de trobar el seu cotxe cobert d'ous trencats, la Moira descobreix que ha ofès la gent del poble menyspreant Schitt's Creek en una entrevista a la revista People. La Jocelyn fa una prova per treballar a Rose Apothecary i resulta ser una magnífica venedora, cosa que molesta el David.                                    |                      |                         |                               |                                    |                         |                        |
| 76 | 10                   | «Torna Sunrise Bay?»    | Jordan Canning                | Kurt Smeaton i Winter Tekenos-Levy | 10 de març de 2020      | 13 de desembre de 2024 |
| Els antics productors de "Sunrise Bay", la sèrie on treballava la Moira, apareixen amb una gran notícia per a ella. L'Alexis que, deprimida, mira episodis vells de la sèrie, descobreix un fet sospitós i dona consells a la Moira sobre com hauria de procedir a partir d'ara. El nou motel és una sagnia pel Johnny, que no sap si podrà pagar la, sens dubte, elevada factura del càtering que el David ha triat pel casament.                                      |                      |                         |                               |                                    |                         |                        |
| 77 | 11                   | «El comiat de solter»   | Andrew Cividino               | David West Read                    | 17 de març de 2020      | 13 de desembre de 2024 |
| Per la festa de comiat de solters del David i el Patrick la Stevie porta els nuvis i la família Rose a un Escape Room. Un cop a dins l'entusiasme de tothom va disminuint a mesura que els seus dilemes personals sorgeixen amb força: el Johnny espera ansiós una trucada comercial important, l'Alexis es qüestiona el seu futur, i la Moira es penedeix de la decisió que ha pres sobre la sèrie.                                                                    |                      |                         |                               |                                    |                         |                        |
| 78 | 12                   | «La presentació»        | Andrew Cividino               | Daniel Levy                        | 24 de març de 2020      | 13 de desembre de 2024 |
| Episodi 78El Johnny, la Stevie i el Roland viatgen fins a Nova York, nerviosos però emocionats, per la reunió de presentació de la seva idea. La Moira espera ansiosa el seu retorn, cada vegada més angoixada a mesura que passa el dia; sap que aquesta és la seva última oportunitat d'escapar de Schitt's Creek. L'Alexis i el David s'avancen als esdeveniments i ja es comencen a imaginar vivint a Nova York.                                                    |                      |                         |                               |                                    |                         |                        |
| 79 | 13                   | «Escampeu la notícia»   | Jordan Canning                | Daniel Levy                        | 31 de març de 2020      | 13 de desembre de 2024 |
| Mentre el Johnny celebra el seu gran èxit i l'oportunitat de tirar endavant el negoci dels motels, la Moira rep una notícia inesperada que altera totalment els seus plans de futur. El David, que se sent desorientat, finalment decideix què vol fer amb la seva vida i on vol viure, cosa que sorprèn la seva família. L'Alexis ha decidit traslladar-se a Nova York. Ella i la Twyla participen en un intercanvi de regals molt emotiu.                             |                      |                         |                               |                                    |                         |                        |
| 80 | 14                   | «Final feliç»           | Andrew Cividino i Daniel Levy | Daniel Levy                        | 7 d'abril de 2020       | 13 de desembre de 2024 |
| El dia del casament del David i el Patrick comença amb una forta pluja. El casament no es podrà celebrar a l'exterior i tothom comença a buscar alternatives on poder celebrar la cerimònia. Mentrestant el Patrick, que ja suposava que el David estaria molt estressat, ha encarregat un massatge per ajudar-lo a relaxar-se. L'Alexis s'adona que potser no ha triat el millor vestit pel casament. La moira assumeix el paper d'oficiant de la cerimònia.           |                      |                         |                               |                                    |                         |                        |

### Especial
| Núm. | Títol                                   | Direcció  | Guió      | Data d'emissió original | Data d'estrena a 3Cat  |
| --- | --------------------------------------- | --------- | --------- | ----------------------- | ---------------------- |
| 81 | «Que vagi tot bé. Salutacions cordials» | Amy Segal | Amy Segal | 7 d'abril de 2020       | 13 de desembre de 2024 |
| Documental que explica les interioritats de la sèrie Schitt's Creek: d'on va sorgir la idea, com es van triar els actors que farien els personatges i què va aportar cada actor o actriu al seu personatge, així com la importància que va tenir el vestuari a l'hora de definir la sèrie. El fet que fos concebuda com una sèrie menor va fer que el seu èxit sorprengués a tot l'equip que hi treballava. |                                         |           |           |                         |                        |